# Хокон (кронпринц Норвегии)
Его Королевское Высочество кронпринц Хо́кон (крестильные имена Хокон Магнус (норв. Haakon Magnus); род. 20 июля 1973, Осло, Норвегия) — единственный сын короля Норвегии Харальда V и его жены королевы Сони. Наследник норвежского престола, занимает должность регента в периоды нетрудоспособности своего отца.

## Биография
Принц посещал обычный детский сад и среднюю школу, затем перешёл в Христианскую гимназию, которую окончил в 1992 году. Стал наследным принцем 17 января 1991 года, когда был коронован его отец. 20 июля 1991 года он впервые принял участие в заседании Государственного совета, а 22 июля того же года, в связи с отъездом короля, впервые председательствовал в Государственном совете.
В 1992 году поступил в Военно-морскую подготовительную школу в Ставангере, откуда был переведён в Военно-морское училище в Хортене. Служил на флоте, но военную карьеру не продолжил, а получил степень бакалавра по общественно-политическим наукам в США. В 2001 году Хокон служил в норвежском МИДе.
Участвовал в церемонии открытия Олимпиады в Лиллехаммере, став последним факелоносцем, и зажёг огонь на стадионе.
В 2003 году кронпринц Хокон получил предложение выступить в качестве посла доброй воли от программы развития ООН (UNDP). По сообщению норвежского радио и телевидения от 15 октября 2003 года, кронпринц поблагодарил за высокую честь представлять UNDP в качестве посла и согласился выполнять эту работу в течение одного года.

## Семья
25 августа 2001 года наследный принц Хокон женился на Метте-Марит Тьессем Хёйби. Церемония бракосочетания проходила в Кафедральном соборе города Осло.
21 января 2004 года у наследного принца и наследной принцессы родилась принцесса Ингрид Александра. Ингрид Александра — будущая наследница норвежского престола.
3 декабря 2005 года у кронпринца Хокона и кронпринцессы Метте-Марит родился сын — принц Сверре Магнус, занявший третье место в линии наследования (вслед за своим отцом и сестрой).
У кронпринца Хокона также есть приёмный сын Мариус, сын кронпринцессы Метте-Марит и Мортена Борга, рождённый в 1997 году. Мариус не участвует в наследовании престола.

## Увлечения
Принц Хокон отлично бегает на лыжах, водит яхту, увлекается дельтапланеризмом. Заядлый театрал, предпочитает всем драматургам родного Генрика Ибсена.

## Почётные звания
- Почётный профессор Евразийского национального университета имени Л. Н. Гумилёва (2010)[7].

## Награды
Награды Норвегии
| Страна   | Дата вручения    | Награда                                                                       | Награда                                                                       | Литеры |
| -------- | ---------------- | ----------------------------------------------------------------------------- | ----------------------------------------------------------------------------- | ------ |
| Норвегия | 1991             | Кавалер Большого креста на цепи Королевского Норвежского ордена Святого Олафа | Кавалер Большого креста на цепи Королевского Норвежского ордена Святого Олафа |        |
| Норвегия | '                | Кавалер Большого креста Королевского Норвежского ордена Заслуг                | Кавалер Большого креста Королевского Норвежского ордена Заслуг                |        |
| Норвегия | '                | Медаль Святого Олафа                                                          | Медаль Святого Олафа                                                          |        |
| Норвегия | '                | Медаль «За службу в Вооружённых силах» с лавровой ветвью                      | Медаль «За службу в Вооружённых силах» с лавровой ветвью                      |        |
| Норвегия | 18 ноября 2005   | Медаль Столетия Королевского Дома                                             | Медаль Столетия Королевского Дома                                             |        |
| Норвегия | 30 января 1991   | Медаль «В память короля Олафа V»                                              | Медаль «В память короля Олафа V»                                              |        |
| Норвегия | 21 сентября 1982 | Памятная медаль Серебряного юбилея короля Олафа V                             | Памятная медаль Серебряного юбилея короля Олафа V                             |        |
| Норвегия | 2 июля 2003      | Медаль 100-летия короля Олафа V                                               | Медаль 100-летия короля Олафа V                                               |        |
| Норвегия | 17 января 2016   | Памятная медаль Серебряного юбилея короля Харальда V                          | Памятная медаль Серебряного юбилея короля Харальда V                          |        |
| Норвегия | '                | Медаль Военно-морского флота «За верную службу» с тремя звездами              | Медаль Военно-морского флота «За верную службу» с тремя звездами              |        |
| Норвегия | '                | Медаль офицеров запаса                                                        | Медаль офицеров запаса                                                        |        |

Награды иностранных государств
| Страна     | Дата вручения    | Награда                                                                   | Награда                                                                   | Литеры  |
| ---------- | ---------------- | ------------------------------------------------------------------------- | ------------------------------------------------------------------------- | ------- |
| Болгария   | '                | Кавалер ордена «Стара Планина» с лентой                                   | Кавалер ордена «Стара Планина» с лентой                                   |         |
| Бразилия   | '                | Кавалер Большого креста на цепи ордена Южного Креста                      | Кавалер Большого креста на цепи ордена Южного Креста                      |         |
| Германия   | —                | Кавалер Большого креста, специального класса                              | ордена «За заслуги перед ФРГ»                                             |         |
| Германия   | —                | Кавалер Большого креста                                                   | ордена «За заслуги перед ФРГ»                                             |         |
| Иордания   | '                | Кавалер Большой звезды специального класса ордена Возрождения             | Кавалер Большой звезды специального класса ордена Возрождения             |         |
| Люксембург | '                | Кавалер Большого креста ордена Адольфа Нассау                             | Кавалер Большого креста ордена Адольфа Нассау                             |         |
| Нидерланды | '                | Кавалер Большого креста ордена Оранских-Нассау                            | Кавалер Большого креста ордена Оранских-Нассау                            |         |
| Финляндия  | '                | Кавалер Большого креста ордена Белой розы                                 | Кавалер Большого креста ордена Белой розы                                 |         |
| Япония     | '                | Кавалер ленты ордена Хризантемы                                           | Кавалер ленты ордена Хризантемы                                           |         |
| Дания      | 20 июля 1991     | Рыцарь ордена Слона                                                       | Рыцарь ордена Слона                                                       | RE      |
| Швеция     | 2 июня 1993      | Рыцарь ордена Серафимов                                                   | Рыцарь ордена Серафимов                                                   | KSerafO |
| Латвия     | 15 сентября 2000 | Кавалер Большого креста ордена Трёх Звёзд                                 | Кавалер Большого креста ордена Трёх Звёзд                                 |         |
| Эстония    | 2 апреля 2002    | Кавалер ордена Креста земли Марии с цепью                                 | Кавалер ордена Креста земли Марии с цепью                                 | [ 10 ]  |
| Польша     | 2003             | Кавалер Большого креста ордена «За заслуги перед Республикой Польша»      | Кавалер Большого креста ордена «За заслуги перед Республикой Польша»      |         |
| Португалия | 13 февраля 2004  | Кавалер Большого креста ордена Инфанта дона Энрике                        | Кавалер Большого креста ордена Инфанта дона Энрике                        | GCIH    |
| Италия     | 20 сентября 2004 | Кавалер Большого креста ордена «За заслуги перед Итальянской Республикой» | Кавалер Большого креста ордена «За заслуги перед Итальянской Республикой» |         |
| Испания    | 26 мая 2006      | Кавалер Большого креста ордена Карлоса III                                | Кавалер Большого креста ордена Карлоса III                                |         |
| Австрия    | 2007             | Большая звезда Почёта за Заслуги перед Австрийской Республикой            | Большая звезда Почёта за Заслуги перед Австрийской Республикой            |         |
| Литва      | 23 марта 2011    | Кавалер Большого креста ордена Витаутаса Великого                         | Кавалер Большого креста ордена Витаутаса Великого                         |         |
| Эстония    | 2 сентября 2014  | Кавалер Большого креста ордена Белой звезды                               | Кавалер Большого креста ордена Белой звезды                               |         |
| Латвия     | 17 марта 2015    | Кавалер Креста Признания 1 степени                                        | Кавалер Креста Признания 1 степени                                        |         |
| Исландия   | 21 марта 2017    | Кавалер Большого креста ордена Исландского сокола                         | Кавалер Большого креста ордена Исландского сокола                         |         |
| Словения   | 5 ноября 2019    | Кавалер Золотого ордена «За заслуги»                                      | Кавалер Золотого ордена «За заслуги»                                      |         |